# Dickcissel
Dickcissel (Spiza americana) är en nordamerikansk tätting inom familjen kardinaler.

## Utseende och läte
Dickcissel är en finkstor fågel med stor blek näbb, gult ögonbrynsstreck, brun svartstreckad ovansida, mörka vingar, en rostfärgad fläck på skuldran samt ljus undersida. Adulta hanar har en svart fläck på strupen, gult bröst samt grå kinder och hjässa. Honan och ungfågeln är bruna på kinderna och hjässan och påminner lite grann om gråsparvshonan, men har bland annat streckade flanker.
I flykten avger den ett nästan elektriskt fpppt. Fågelns sång är ett vasst dik dik följt av chis chis chis, därav namnet på fågeln.

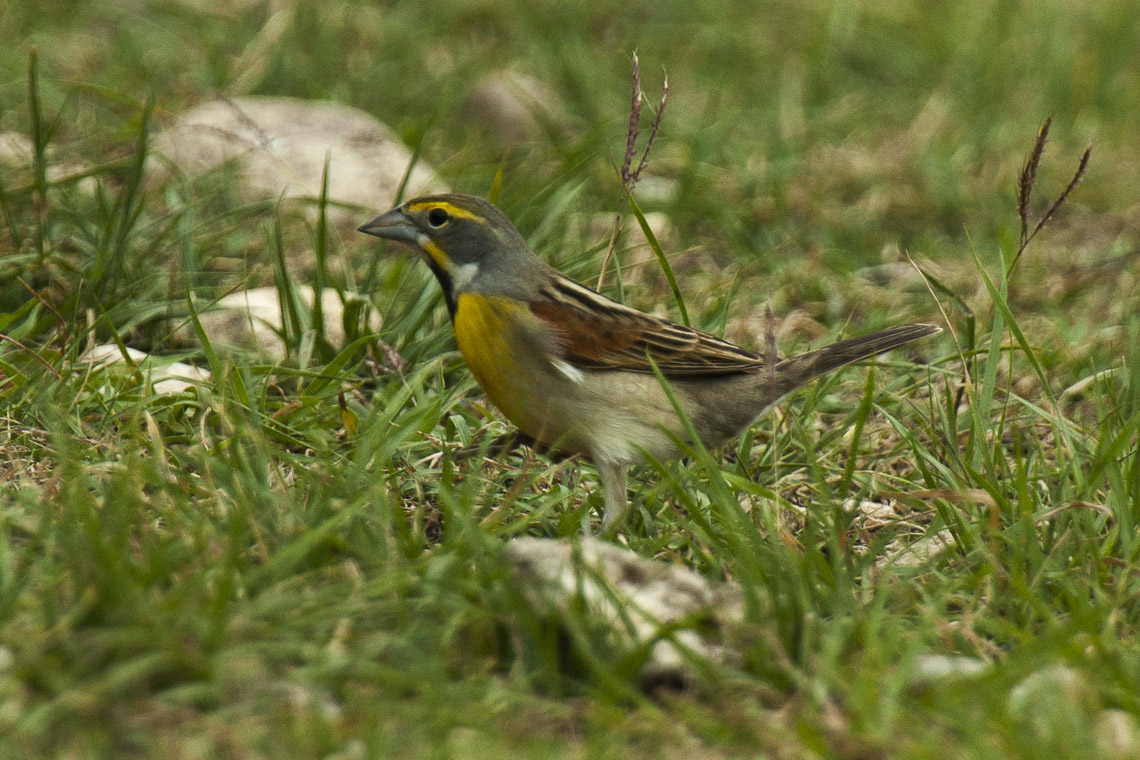
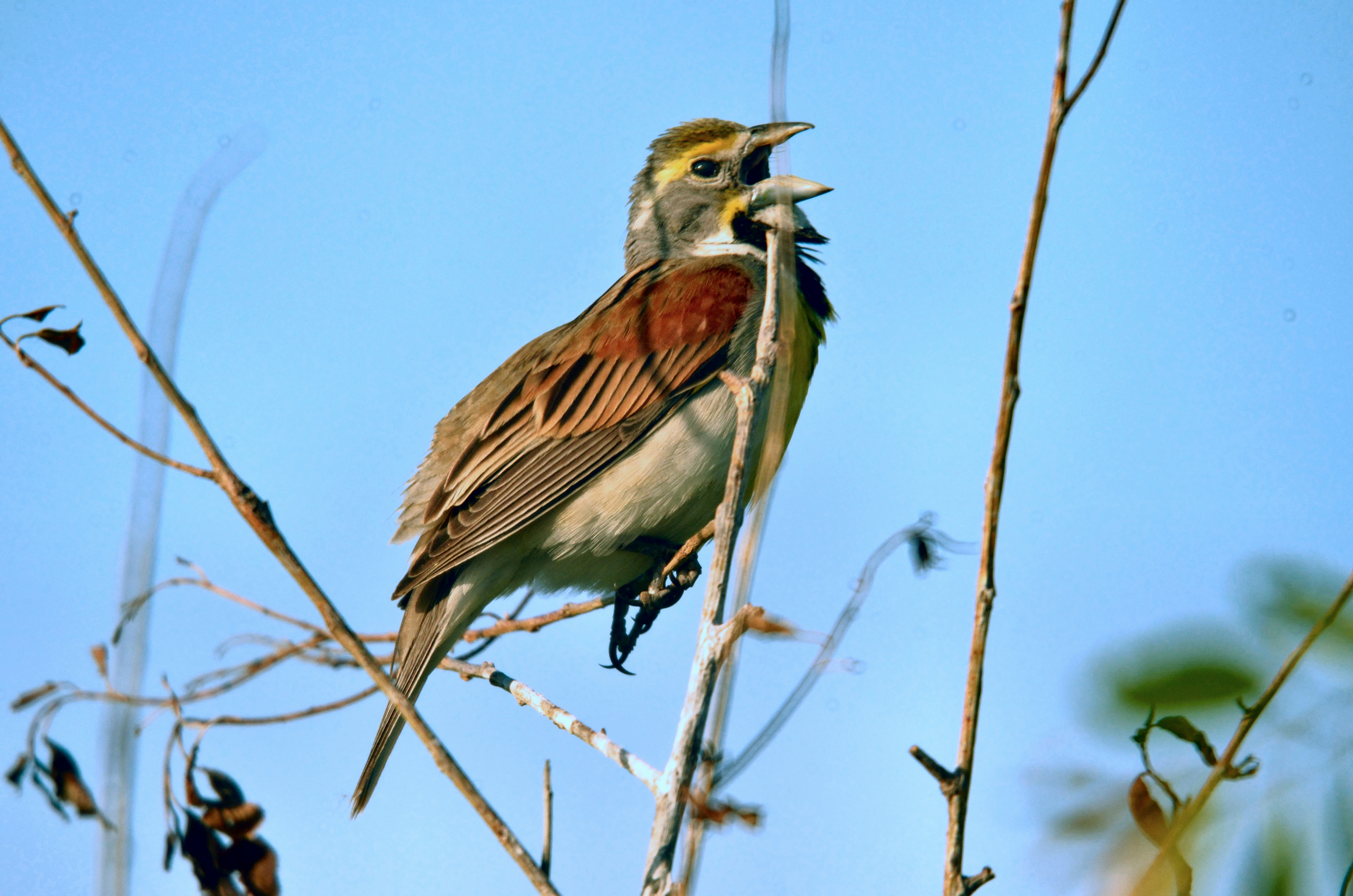

## Levnadssätt
Dickcisseln häckar i öppna och halvöppna områden, framför allt igenvuxna ogräsfält och högbevuxen prärie. Fågeln bildar vintertid mycket stora flockar, där en enda flock kan bestå av 10 till 30 procent av världspopulationen.

### Häckning
Dickcisseln kommer till häckningsområdena relativt sent, de första i maj och merparten först i juni. De häckar nära marken eller någon meter upp i täta buskage eller småträd. Hanar kan ha upp till sex partners, men oftast endast en eller två.

## Utbredning och systematik
Fågeln häckar i Mellanvästern i Nordamerika. Den flyttar på vintern till södra Mexiko samt Centralamerika och norra Sydamerika. Dickcissel är en mycket sällsynt gäst i Europa, med ett fynd i Norge 1981 och tio fynd i Azorerna.

Karta över dickcisselns utbredning, där rött är häckningsområde, blått övervintringsområde och gult är där den kan ses under flyttning.

### Släktskap
Dickcissel placeras som ensam art i släktet Spiza och behandlas som monotypisk, det vill säga att den inte delas in i några underarter. Den är nära släkt med bland annat indigofink i släktet Passerina.

## Status och hot
Arten har ett stort utbredningsområde och en stor population med stabil utveckling. Utifrån dessa kriterier kategoriserar IUCN arten som livskraftig (LC). Världspopulationen uppskattas till 20 miljoner vuxna individer.